# Lilla Vassgalen
Lilla Vassgalen är en sjö i Vansbro kommun i Dalarna och ingår i Dalälvens huvudavrinningsområde. Sjön har en area på 0,0636 kvadratkilometer och ligger 253,2 meter över havet.

## Delavrinningsområde
Lilla Vassgalen ingår i det delavrinningsområde (670845-140791) som SMHI kallar för Ovan 670959-140861. Medelhöjden är 265 meter över havet och ytan är 2,69 kvadratkilometer. Räknas de 7 avrinningsområdena uppströms in blir den ackumulerade arean 76,3 kvadratkilometer. Gruckån som avvattnar avrinningsområdet har biflödesordning 3, vilket innebär att vattnet flödar genom totalt 3 vattendrag innan det når havet efter 330 kilometer. Avrinningsområdet består mestadels av skog (96 procent). Avrinningsområdet har 0,06 kvadratkilometer vattenytor vilket ger det en sjöprocent på 2,4 procent.